# Anton Kern (Politiker)
Anton Kern (* 27. April 1951 in Leustetten, heute Gemeinde Saaldorf-Surheim) ist ein bayerischer Politiker der CSU. Er gehörte von 2003 bis 2008 dem Bayerischen Landtag an.

## Leben
Nach der 1973 abgeschlossenen Ausbildung zum Landwirtschaftsmeister übernahm er 1980 den Gitscher-Hof in Leustetten. Er ist Kreisobmann des bayerischen Landesbauernverbandes innerhalb des Deutschen Bauernverbandes für den Landkreis Berchtesgadener Land und stellv. Bezirkspräsident von Oberbayern. Kern ist Vorsitzender der Betriebs- und Dorfhelferinnen GmbH und der Vertreterversammlung der Landwirtschaftlichen Pflegekasse bei der Landwirtschaftlichen Sozialversicherung Franken Oberbayern.

## Politik
Von 1976 bis 1980 war er Ortsvorsitzender der Jungen Union Saaldorf-Surheim. Seit 1996 gehört er dem Gemeinderat seiner Heimatgemeinde an. 2002 wurde er in den Kreistag des Landkreises Berchtesgadener Landes gewählt und bei der Kommunalwahl 2008 mit dem zweitbesten Stimmergebnis aller Kreistagskandidaten erneut in den Kreistag gewählt. 2003 kandidierte er erstmals für den Bayerischen Landtag. Der Zweitstimmenkandidat Kern wurde auf Anhieb Landtagsabgeordneter. Er war Mitglied im Umweltausschuss und im Petitionsausschuss.
Bei den Landtagswahlen 2008 konnte er als Listenkandidat des Bezirks Oberbayern aufgrund der hohen Verluste der CSU nicht wieder in den Landtag einziehen.
Weiters gehört er dem Nationalparkbeirat Berchtesgaden, dem Naturschutzbeirat der Regierung von Oberbayern und des Landratsamts Berchtesgadener Land an. Er ist Beisitzer am Landgericht Traunstein und war bis zu seinem Ausscheiden aus dem Bayerischen Landtag Vorsitzender des Gefängnisbeirates der Justizvollzugsanstalt Laufen-Lebenau.
| Personendaten    | Personendaten                  |
| ---------------- | ------------------------------ |
| NAME             | Kern, Anton                    |
| KURZBESCHREIBUNG | deutscher Politiker (CSU), MdL |
| GEBURTSDATUM     | 27. April 1951                 |
| GEBURTSORT       | Saaldorf-Surheim               |